# Dodenmasker
Dit overzicht is mogelijk incompleet; u kunt helpen door het uit te breiden.

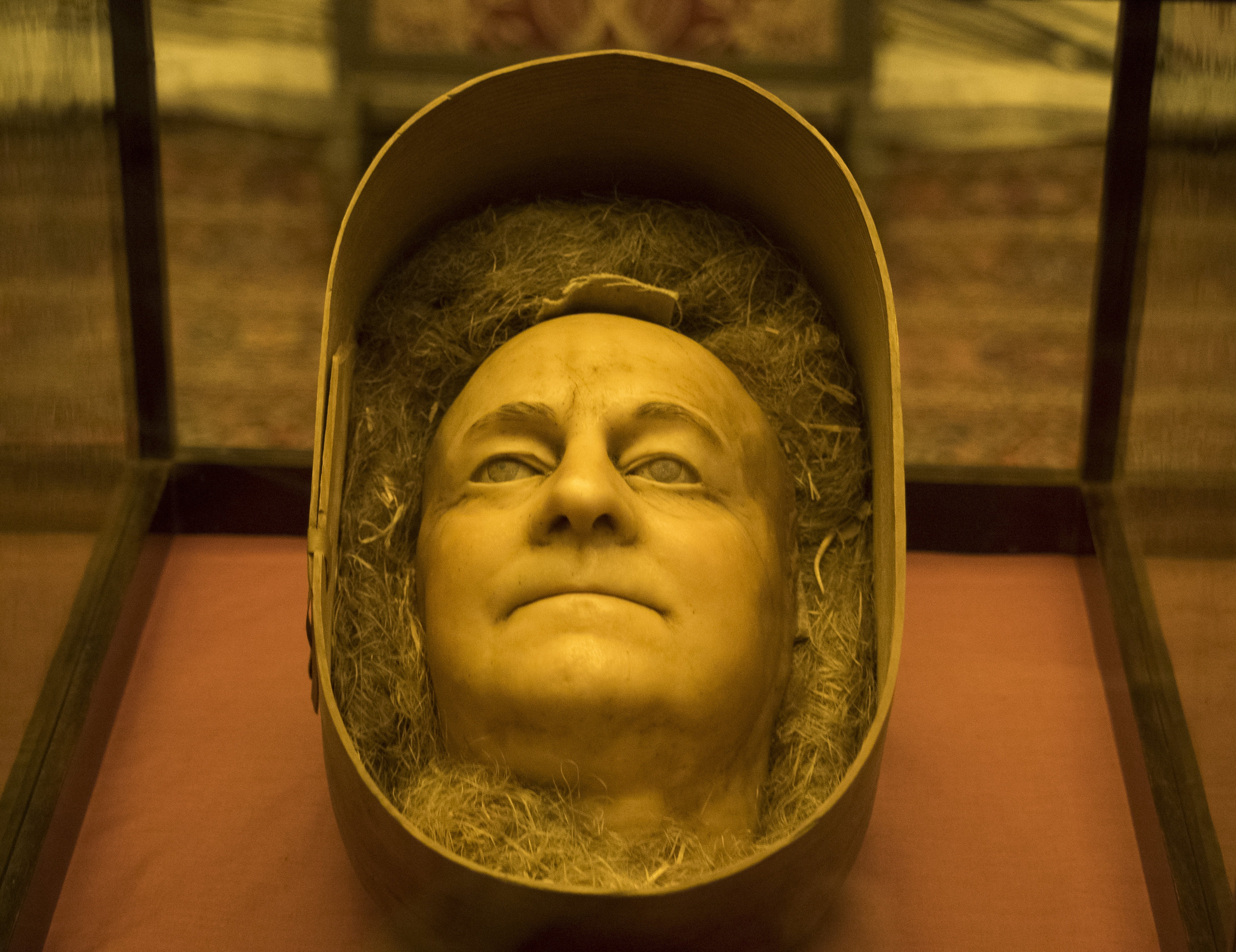
Dodenmasker Godard van Reede. Godard van Ginkel (1644-1703).

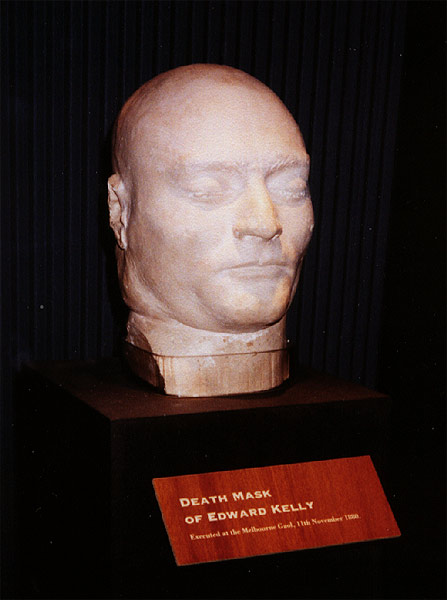
Het dodenmasker van Ned Kelly.

Een dodenmasker is een afgietsel van het gelaat van een overleden persoon, gewoonlijk gemaakt van was of gips.
Dodenmaskers werden gebruikt om de identiteit van een persoon te behouden, zodat er bijvoorbeeld later portretten konden worden gemaakt. Het is soms mogelijk om portretten te identificeren aan de hand van een dodenmasker.
Nauw verwant is de gewoonte om ook van de handen afgietsels te maken na overlijden.
Men kan ook een afgietsel maken van het gelaat van een levend persoon, wat men een levensmasker kan noemen (Engels: life mask).

## Instellingen met een collectie dodenmaskers
- Amerongen, Kasteel Amerongen : Godard van Reede
- Antwerpen, AMVC-Letterenhuis
- Brugge, Gezellehuis
- Oostende, KaZ: (James Ensor, Constant Permeke, Jules Peurquaet, Gustaaf Sorel, Léon Spilliaert (van deze laatste enkel afgietsel van de handen)
- Princeton University